# Edward Burns
Edward J. Burns, född 29 januari 1968 i New York, USA, är en amerikansk skådespelare, manusförfattare och regissör.

## Filmografi (urval)

### Filmroller
- 2012 – Man on a Ledge
- 2011 – Friends with Kids
- 2009 – Echelon Conspiracy
- 2008 – 27 Dresses
- 2008 – One Missed Call
- 2007 – Purple Violets
- 2006 – The Holiday
- 2003 – Confidence
- 2002 – Hell's Kitchen
- 2002 – Life or Something Like It
- 2001 – Sidewalks of New York
- 2001 – 15 Minutes
- 1998 – Rädda menige Ryan
- 1998 – No Looking Back
- 1996 – Hon är min
- 1995 – Bröderna McMullen

### Regi och manus
- 2004 – Flight of the Phoenix (endast manus)
- 2002 – Hell's Kitchen
- 2001 – Sidewalks of New York
- 1998 – No Looking Back
- 1996 – Hon är min
- 1995 – Bröderna McMullen